# 圣利芬斯-豪特姆
圣利芬斯-豪特姆（荷蘭語：Sint-Lievens-Houtem，荷蘭語發音：[sɪnt ˌlivəns ˈɦʌutəm] ⓘ）是比利时弗拉芒大區东佛兰德省阿爾斯特區的一个市镇，位于登德尔地区，通行荷蘭語，是弗拉芒社群的一部分，面积26.67平方千米，人口10,255人（2018年1月1日）。